# Jerónimo Martins
Jerónimo Martins — португальська група компаній зі штаб-квартирою в Лісабоні, яка займається виробництвом і дистибуцією товарів широкого вжитку. Мережі належить 4 400 магазинів у Португалії, Польщі та Колумбії.
Група є мажоритарним власником компанії «Jerónimo Martins Retail» (JMR), яка керує мережею супер- та гіпермаркетів «Pingo Doce» у Португалії, що у свою чергу керується спільним підприємством з нідерландською компанією Ahold Delhaize (51 % і 49 % відповідно).
Акції компанії котируються на біржі «Euronext Lisbon» та представлені у індексі PSI.

## Діяльність
У Португалії «Jerónimo Martins» володіє мережами супер- та гіпермаркетів «Pingo Doce» та магазинів дрібногуртової торгівлі.
Компанія працює у спеціалізованому секторі роздрібної торгівлі в Португалії. «Jerónimo Martins» є власником кав'ярень «Jeronymo» та магазинами шоколаду та кондитерських виробів «Hussel».
До 2016 року в управлінні «Jerónimo Martins» були промислові підприємства, орієнтовані на виробництво окремих видів продукції марки «Unilever», що здійснювалося через спільне підприємство «Unilever Jerónimo Martins» (45 % — «Jerónimo Martins», 55 % — «Unilever»).
Групі належить польська мережа супермаркетів «Biedronka», що є найбільшою мережею дисконтних супермаркетів у Польщі. Також у Польщі в управлінні групи мережа магазинів здоров'я, краси та косметики «Hebe».
У 2013 році «Jerónimo Martins» розпочала свою діяльність у Колумбії з відкриттям перших магазинів «Ara», а також першого дистрибуційного центру.
Раніше група володіла британською компанією «Lillywhites», яка спеціалізувалася реалізації спортивних товарів (продана у 2002 році «Sports World International»), а також польської «Eurocash», бразильської «Supermercados Sé» (продана «Grupo Pão de Açúcar» у 2002 році).

## Фінансові показники
| Рік  | Продажі (млн €) | EBITDA (млн €) | Чистий прибуток (млн €) |
| ---- | --------------- | -------------- | ----------------------- |
| 2019 | 18,638          | 1,045          | 433                     |
| 2018 | 17,337          | 960            | 401                     |
| 2017 | 16,276          | 922            | 385                     |
| 2016 | 14,622          | 862            | 593                     |
| 2015 | 13,728          | 800            | 333                     |
| 2014 | 12,680          | 733            | 302                     |
| 2013 | 11,829          | 777            | 382                     |